# Yukarıkirazca, Arifiye
Yukarıkirazca là một xã thuộc quận Arifiye, tỉnh Sakarya, Thổ Nhĩ Kỳ. Dân số thời điểm năm 2008 là 2.223 người.